# Germán Paoloski
Germán Paoloski (Buenos Aires, 25 de mayo de 1974) es un presentador, periodista, locutor, actor y productor argentino. Forma parte de Telefe y de ESPN. De 2019 a 2021 fue presidente del club de fútbol chileno San Luis de Quillota.

## Biografía
Paoloski estudió Comunicación social en la Universidad de Buenos Aires (UBA), y es egresado de la Escuela Superior de Ciencias Deportivas (ESED). Se inició en el periodismo deportivo en 1996, con Fernando Niembro y Marcelo Araujo en Radio La Red, emisora para la que realizó diferentes transmisiones deportivas.
Desde 1997 cubrió el campo de juego en las transmisiones de fútbol de la Selección de fútbol de Argentina para Telefe y desde 2002 fue comentarista en las transmisiones de fútbol de Telefe y Fox Sports. 
Entre 1997 y 2005 cubrió el campo de juego en las transmisiones de fútbol para América TV, TyC Sports y Fútbol de Primera por El Trece. A lo largo de su carrera llevó a cabo diversas coberturas especiales: durante los Mundiales de Fútbol Francia 1998, Corea-Japón 2002, Alemania 2006 y Sudáfrica 2010 junto a las Copas América Perú 2004 y Venezuela 2007, desarrolló cobertura periodística integral, conducción de programa y transmisiones deportivas. Asimismo, realizó transmisiones deportivas en las distintas ediciones de la Copa Libertadores de América, Copa Sudamericana, Torneos Apertura y Clausura y Torneos de verano en sus distintas sedes. 
Desde el 2003 hasta el 2009 condujo Fútbol para todos por Fox Sports. En 2007 condujo la entrega de los Premios Martín Fierro de cable por Fox Sports. Recibió varios premios por su labor deportiva en televisión por cable y aire. 
Fue el conductor del noticiero nocturno de Telefé, Diario de medianoche, entre 2009 y 2014.
Entre 2010 y 2014 fue el conductor de Pura Química en el canal ESPN+, todos los días a las 14.00hs, trabajo  también en ese tiempo en  Pop Radio 101.5 . 
Entre 2013 y 2014 condujo el programa "Guatsap" en la emisora radial Rock & Pop  junto con Fernando Pandolfi, José Chatruc, Mariano Zabaleta y Laura Azcurra.
En 2015, luego de su paso por ESPN, se lanzó por la pantalla de Fox Sports, con el programa Nunca es Tarde junto a José Chatruc, Darío Barassi y el DJ Tommy Muñoz.
Durante 2017 formó parte de Radio Rivadavia, con el programa Vuelta y vuelta.
En el mes de marzo de 2019, después de algunas negociaciones al respecto, regresó a Telefe para conducir El noticiero de la gente, junto a Milva Castellini.
El 11 de marzo de 2019 el club de fútbol San Luis de Quillota lanzó un comunicado dando a conocer a Germán como el nuevo presidente del equipo. 
El 18 de mayo de 2021, German presentó su renuncia a la presidencia del club.

## Vida personal
Desde 2009 está en pareja con la actriz y cantante Sabrina Garciarena, con quien tiene tres hijos: León, nacido en 2014, Beltrán, nacido en 2017, y Mía, nacida en 2020.

## Trayectoria

### Televisión

#### eltrece
- Fútbol de Primera (1997)
- La Mesa Esta Lista (2015-2016)

#### Telefe
- Telefe Noticias (2002-2010)
- Botineras (2009)
- Diario de Medianoche (2003-2014)
- Diario del Mundial (2010)
- Diario de la Copa (2011)
- Todos Juntos (2012)
- La Pelu (2012)
- Dulce Amor (2012)
- Graduados (2012)
- Operación Triunfo (2012-2013)
- El Noticiero de la Gente (2019-presente)
- Te quiero, Diego (2020)
- No Es Tan Tarde (2021-2022)

#### Fox Sports
- Fox para todos (2003-2009)
- Premios Martín Fierro de Cable (2007)
- NET: Nunca es Tarde (2015-2019)

#### ESPN
- Pura Química (2010-2014)
- Hablemos de Fútbol (2011)
- SportsCenter (2021-presente)

#### National Geographic
- Asombrosamente

#### Televisión Pública
- Todo tiene un porqué (2017-2018)

## Coberturas
- Francia 1998 para Telefe
- Sudáfrica 2010 para Telefe
- Catar 2022 para Telefe/ESPN

## Publicidades
| Publicidad | Publicidad | Publicidad                     | Publicidad |
| Año        | Empresa    | Nombre                         |            |
| ---------- | ---------- | ------------------------------ | ---------- |
| 2011       | Speedy     | Abramos los ojos               |            |
| 2012       | Isenbeck   | ¿De qué está hecha tu cerveza? |            |
| 2014       | Budweiser  | Viajá al Mundial               |            |
| 2017       | PokerStars | Sumate                         |            |

## Premios y nominaciones
| Premio                     | Categoría                      | Nominados       | Resultado |
| -------------------------- | ------------------------------ | --------------- | --------- |
| Premios Tato 2011          | "Labor periodística masculina" | Germán Paoloski | Ganador   |
| Premios Martín Fierro 2011 | "Labor periodística masculina" | Germán Paoloski | Ganador   |